# Kvarteret Idogheten
Kvarteret Idogheten (Kvarteret 24 Idogheten) är ett kvarter i centrala Göteborg i stadsdelen Inom Vallgraven. Kvarteret ligger väster om Kungsportsplatsen och norr om Kungstorget. Kvarteret gränsar i norr till Vallgatan, i söder till Kungstorget och i väster till gågatan Korsgatan. Kvarteret, som har goda kommunikationer med spårvägslinjer vid Kungsportsplatsen, består framför allt av hotell- och affärsbyggnader. Kvarteret fick sitt namn 1923 och är namngivet efter sockerbruket Idogheten, som låg i kvarteret under åren 1808–1849.
Kvarteret var den allra första tomten i planlagt område och bebyggdes år 1637. Kvarteret har under 1900-talet drabbats av svåra bränder 1965 och 1996.

## Historia

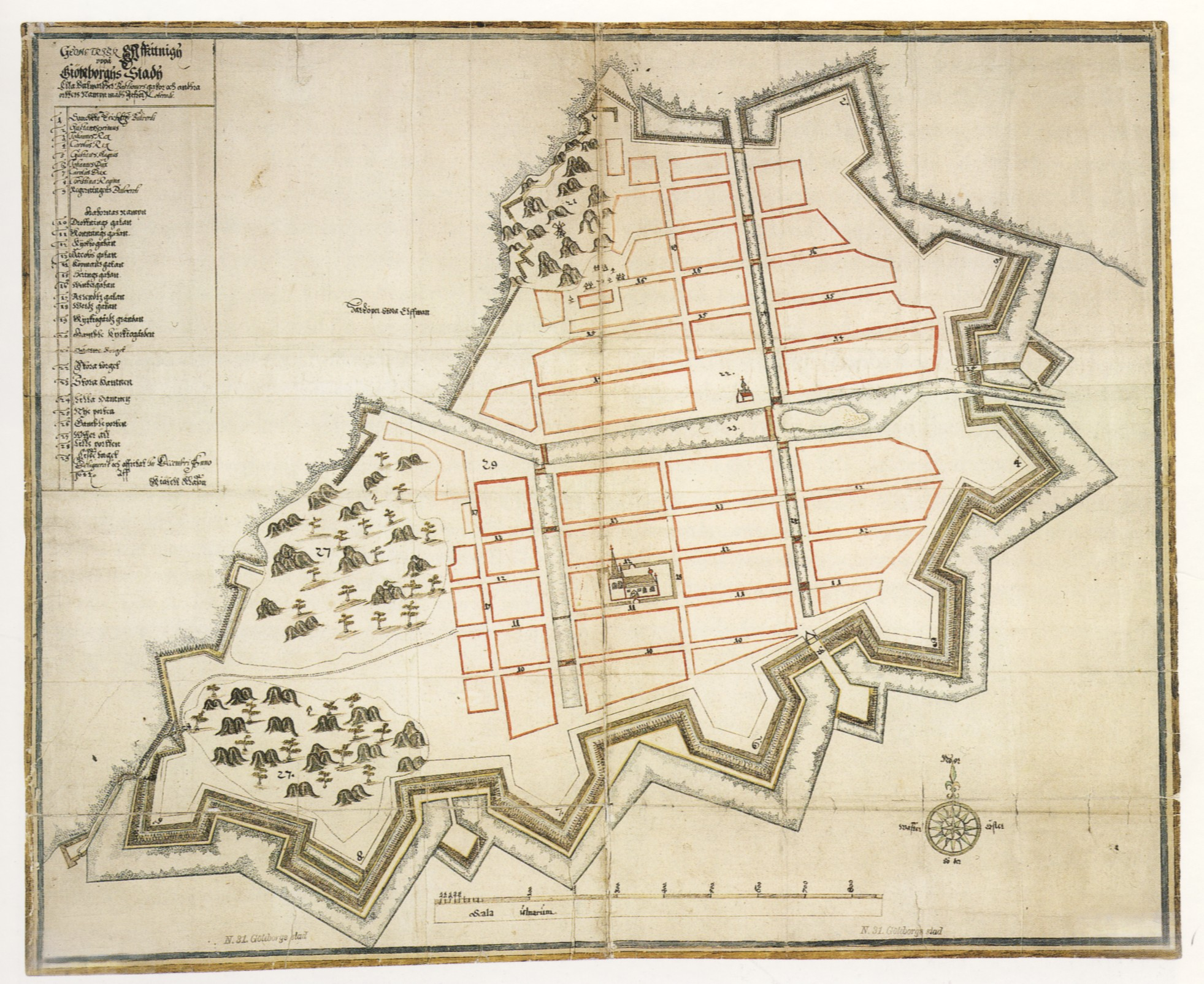
Kiättel Klasons karta över Göteborg 1644 visar stadens ursprungliga utseende. Kvarteret Idogheten ligger norr om bastionen Johannes Dux (nummer 6).

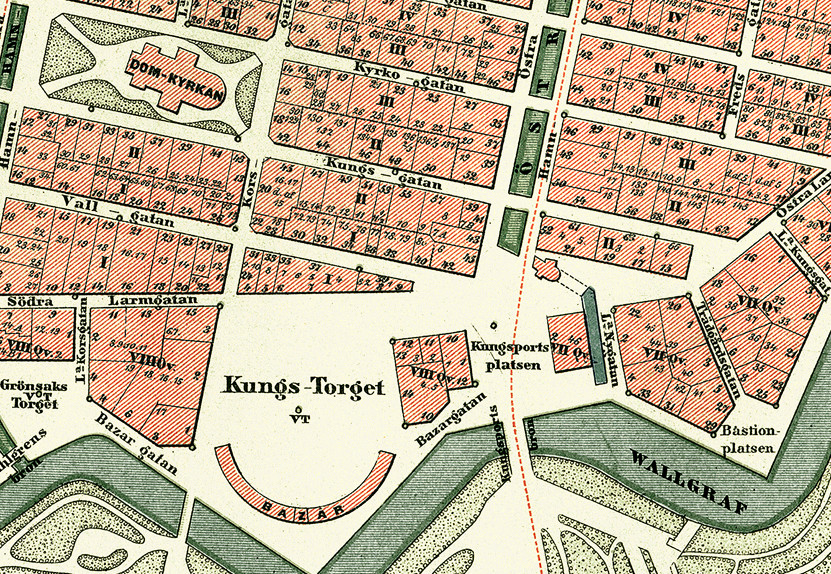
Kvarteret Idogheten år 1888. Kvarteret syns i mitten av kartan, norr om Kungstorget, söder om Vallgatan och öster om Korsgatan, och är triangelformat.

Efter stadens grundande år 1621 delades det som numera utgör området inom vallgraven in i fjärdingar, vilka var och en omfattade sju rotar. Den allra första tomten i planlagt område (vid Vallgatans södra sida, väster om Kungsporten), Nr 1 i Första roten i Kvarteret Idogheten bebyggdes år 1637.
Genom magistratsbeslut år 1923 ändrades stadens kvartersindelning i stadsdelarna Inom Vallgraven och Nordstaden och kvarteren namngavs.
Kvarteret har en oregelbunden långsmal form, då det i söder gränsade till det tidigare befästningsområdet. Vid stadsbranden år 1802 förstördes hela kvarteret, liksom större delen av bebyggelsen mellan Stora Hamnkanalen, Vallgraven, Östra Hamngatan och Västra Hamngatan.

## Fastigheter

### Vallgatan 31 – Korsgatan 24 – Kungstorget 4

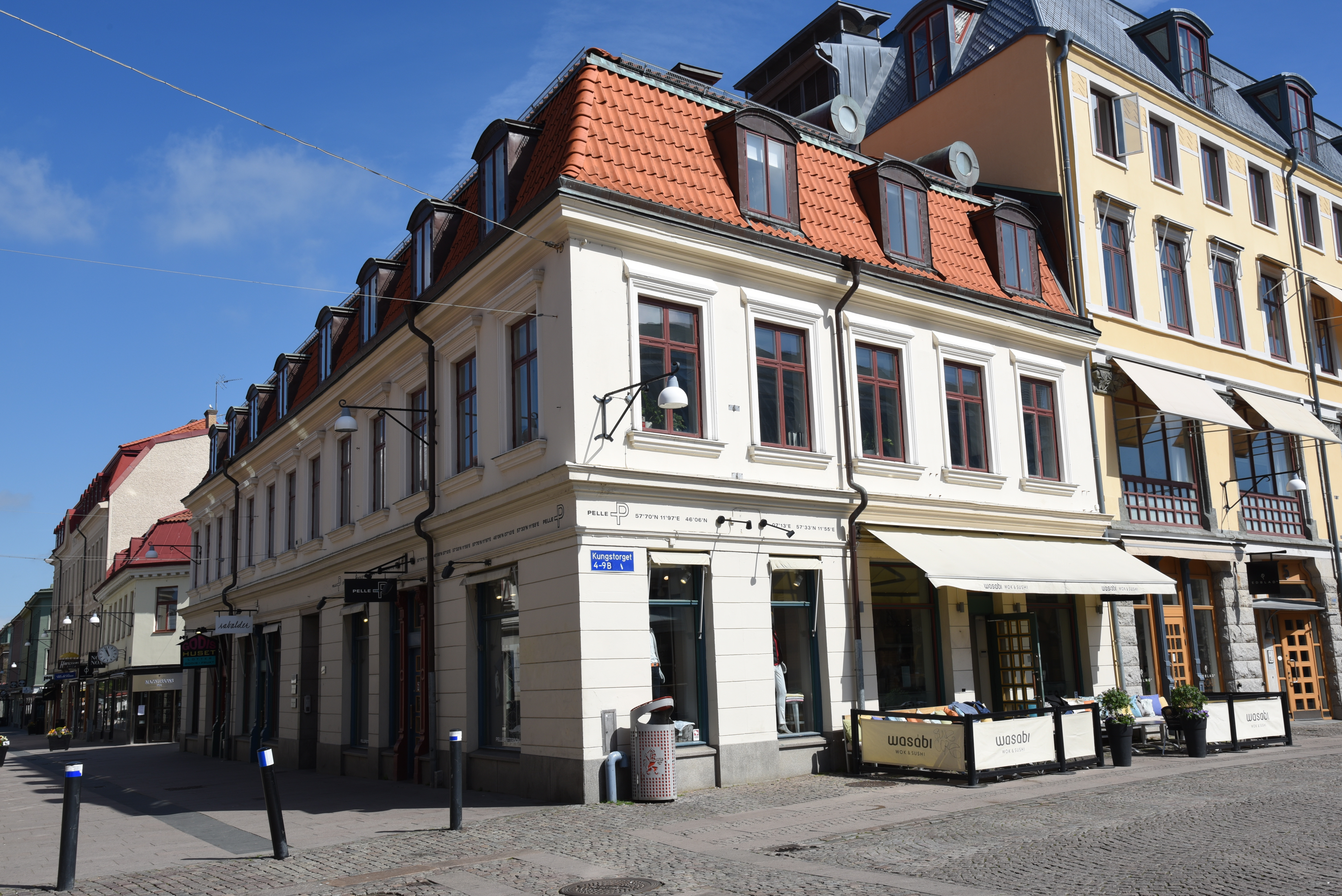
Korsgatan 24 – Kungstorget 4.

I kvarterets västra del, Vallgatan 31 – Korsgatan 24 – Kungstorget 4 (fastigheten Inom Vallgraven 24:1), ligger ett tvåvånings affärshus med putsad fasad.
Den första delen av byggnaden uppfördes i hörnet Vallgatan/Korsgatan som bostad åt hovsmeden M Holmer år 1805. År 1844 byggdes hörnet mot Kungstorget efter ritningar av Heinrich Kaufmann. I slutet av 1800-talet togs bland annat större skyltfönster upp i bottenvåningen och på 1920-talet tillkom takkupor. Under åren 1888–1976 låg Nya Hattmagasinet i fastigheten och genom åren har det funnits juvelerare där.

### Vallgatan 33–37 – Kungstorget 5–7

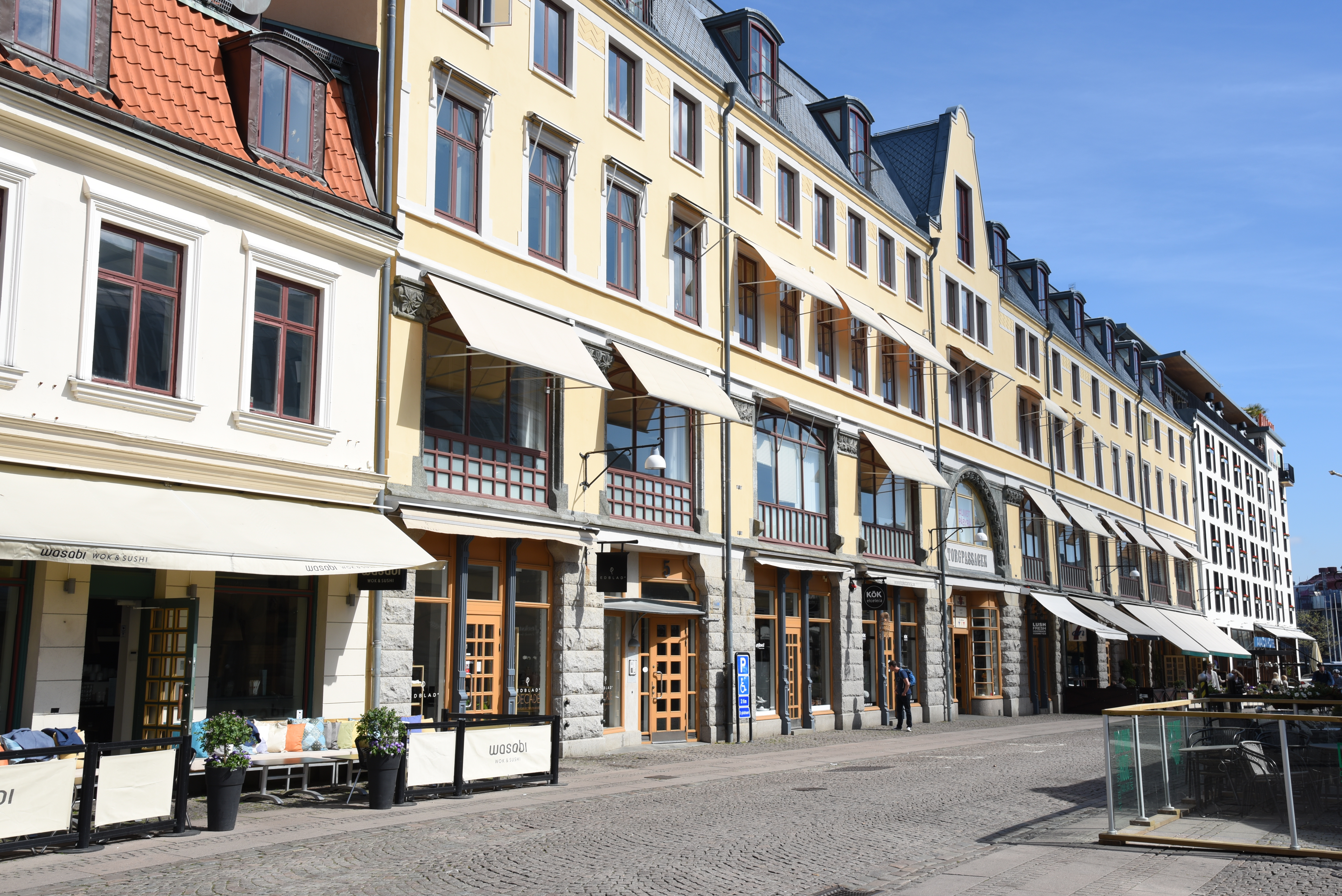
Kungstorget 5–7.

I kvarterets mellersta del, Vallgatan 33–37 – Kungstorget 5–7 (fastigheten Inom Vallgraven 24:2), ligger ett butiks- och kontorshus i fyra våningar.
Åt Vallgatan uppfördes år 1808 sockerbruket Idogheten, som drevs av grosshandlarfamiljen Willerding. Sedan bruket lagts ned, uppförde Willerdings ett bostadshus, ritat av Victor von Gegerfelt åt torgsidan. Husen byggdes år 1899 samman till "Torghallen", efter ritningar av Eugen Thorburn. Året efter öppnade Ölhallen 7:an.
Under åren 1930–1933 skedde en större ombyggnad, varvid takvåningen inreddes, vilken kom att innehålla Kungshalls sport med badminton- och bowlinghall. Senare kom Atelierteatern att hålla till i den tidigare bowlinghallen. Andra verksamheter som funnits i huset genom åren har varit Restaurang Alfred, Hofvenschiölds cigarrhandel, Café Oriental och AB Tropp & Co herrkonfektion. Efter ombyggnaden 1899 hade Frälsningsarmén en samlingslokal i Kungstorget 6.
En kraftig brand förstörde fastigheten år 1996, varefter en större ombyggnad skedde. Då öppnades "Torgpassagen" genom kvarteret. För upprustning av kvarteret fick Bygg-Göta AB 1998 Göteborgs hembygdsförbunds byggnadsvårdspris med plakett.

### Vallgatan 39 – Kungstorget 8–9

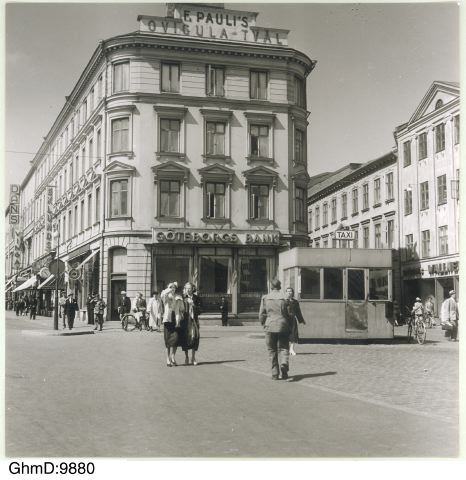
Byggnaden vid Kungstorget 8, vilken förstördes i en brand 1965. Bildsamlingen vid Göteborgs stadsmuseum.

I kvarterets östra del, Vallgatan 3 – Kungstorget 8–9 (fastigheten Inom Vallgraven 24:3), ligger Hotell Avalon.
År 1879 uppfördes en stenbyggnad i fyra våningar i den östra delen av kvarteret. Vid 18-tiden den 1 april 1965 utbröt en kraftig brand i hörnfastigheten Kungstorget 8/Vallgatan 39 och det uppstod stora skador på lager, butiker och sex lägenheter. Det fanns en risk för att brandmuren mot Kungstorget 7 skulle rämna och vid branden fattade gas i lägenheternas spisar eld, vilket bidrog till att branden blev kraftig. Ett 60-tal brandmän från flera brandstationer deltog i släckningsarbetet. Branden var den svåraste i centrum sedan 1940-talet.
Byggnaden ägdes av Turitz & Co och några av hyresgästerna var anställda vid deras varuhus Grand. De drabbade butikerna var Wasséns läderaffär, Gust Gullbergs Eftr. Urmakeri, Kroks Tobaksaffär och Mini-Pris AB. Göteborgs Bank kunde dock hålla öppet efter branden.
Då skadorna var omfattande, och byggnaden var gammal och saneringsmogen, ansågs det orealistiskt att reparera den. Den kom därför att rivas och ersättas med parkeringsplatser för varuhuset Grand och en tillfällig byggnad för Göteborgs Bank. De provisoriska lokalerna inrymde senare bland annat Gröna Hallen och Johanssons skor.
Den nuvarande byggnaden med Hotell Avalon färdigställdes i augusti 2007 efter ritningar av Semrén & Månsson Arkitektkontor AB för Bygg Göta Göteborg AB. Hotellet rymmer 101 rum, varav 36 är inrymda i de övre våningarna av den äldre byggnaden väster om den nya. Byggnaden nominerades till Kasper Salin-priset år 2007. År 2008 fick den pris för Göteborgs vackraste byggnad.

## Galleri

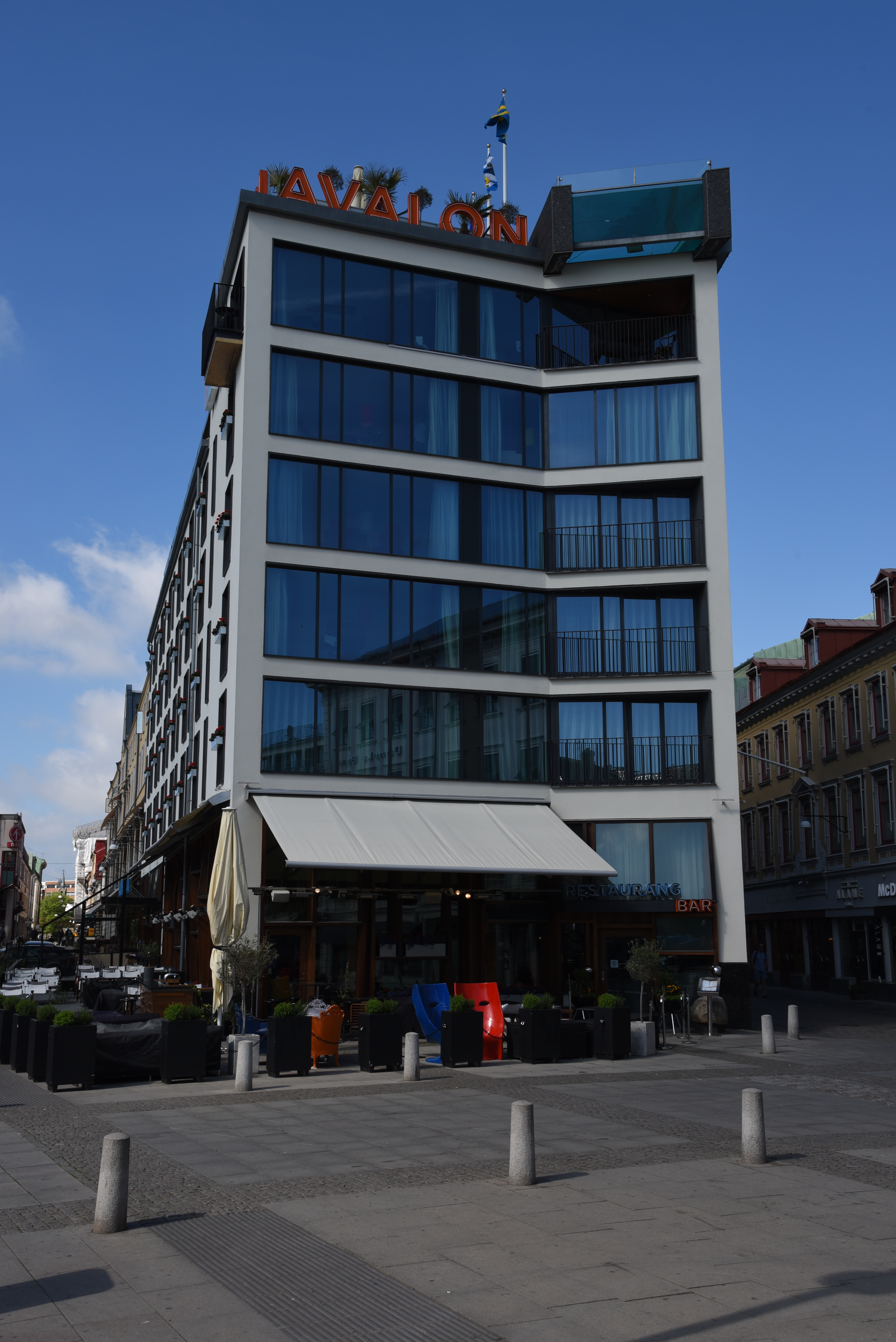
Hotell Avalon.
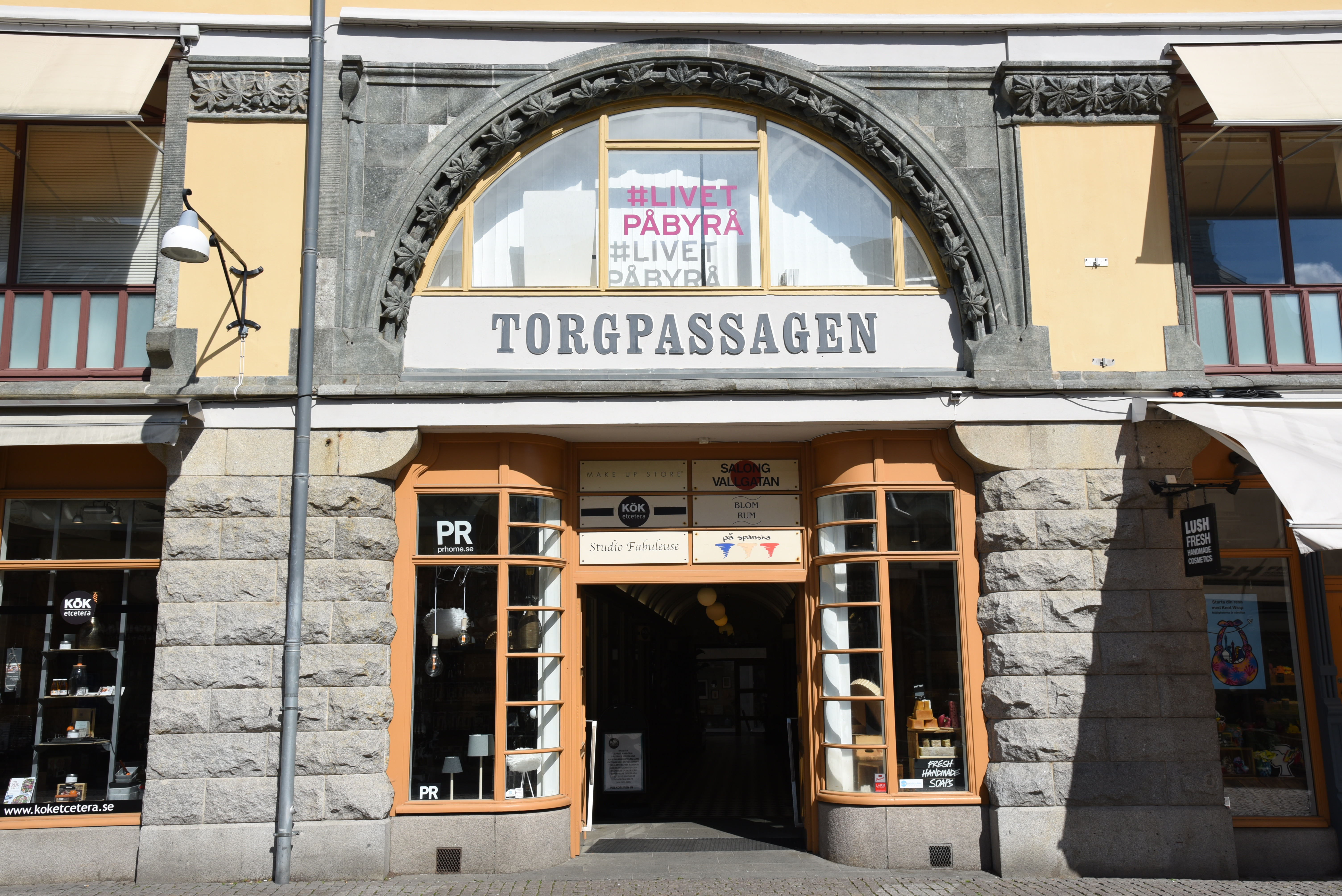
Torgpassagens entré mot Kungstorget.
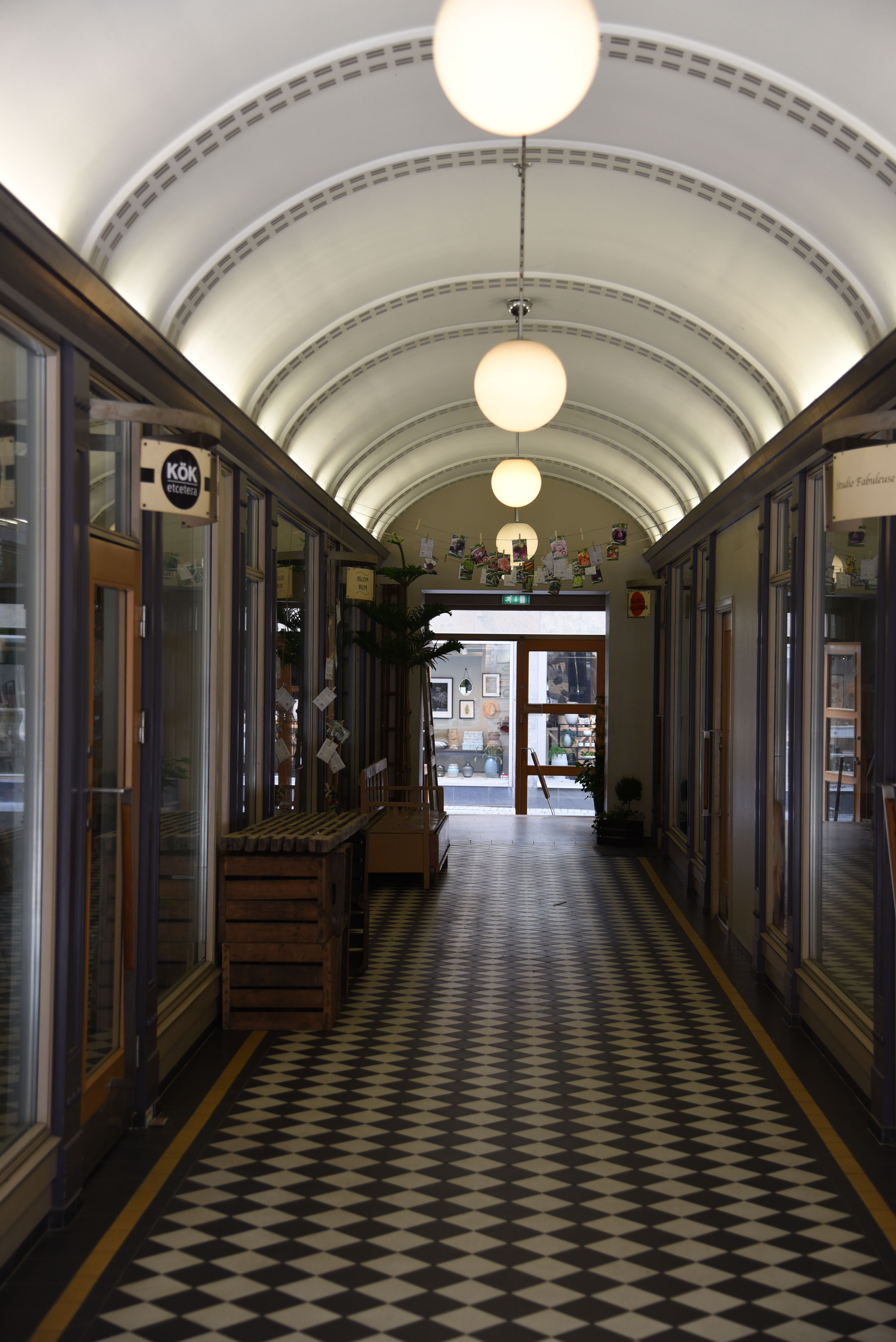
Interiör av Torgpassagen.
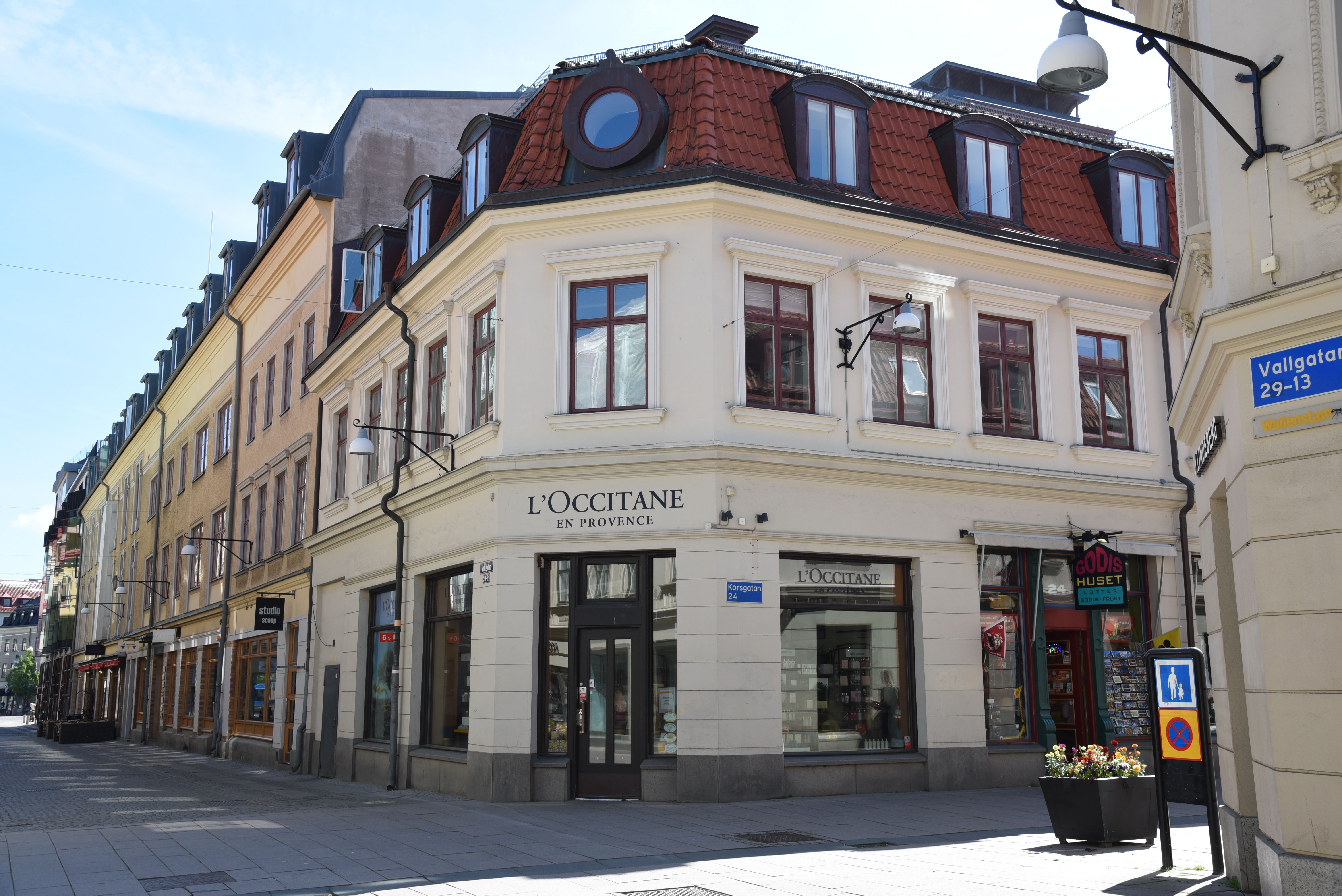
Vallgatan 31–Korsgatan 24.